# Hermann Henningsen
Hermann Henningsen (* 23. Februar 1890 in Hamburg; † 25. November 1966) war ein deutscher Politiker (SPD). Er war von 1952 bis 1954 Mitglied des Landtags von Nordrhein-Westfalen.

## Ausbildung und Beruf
Henningsen studierte von 1908 bis 1913 Philosophie und Neuere Sprachen und war ab 1919 als Lehrer in Senftenberg, ab 1926 dann in Berlin-Köpenick und Berlin-Prenzlauer Berg beschäftigt. Er wurde 1933 gemäß § 4 des vom nationalsozialistischen Regime erlassenen Gesetzes zur Wiederherstellung des Berufsbeamtentums aus dem öffentlichen Schuldienst entlassen. Zwischen 1937 und 1947 arbeitete Henningsen als Revisor in einer Wirtschaftsprüfer- und Treuhandgesellschaft in Bielefeld. Ab 1947 arbeitete er am Helmholtzgymnasium in Bielefeld wieder als Lehrer.

## Politik
Er trat 1920 in die SPD ein. Während der Weimarer Republik war er von 1924 bis 1926 Stadtverordneter in Senftenberg.
Henningsen wurde am 31. August 1952 nordrhein-westfälischer Landtagsabgeordneter, als er in den Landtag nachrückte. Er blieb Mitglied des Landtags bis zum Ende der zweiten Wahlperiode am 4. Juli 1954.